# Associatie van blauwe veenkorst
De associatie van blauwe veenkorst (Trapeliopsidetum flexuosae) is een associatie uit het verbond van smal bekermos (Cladonion coniocraeae).

## Fotogalerij

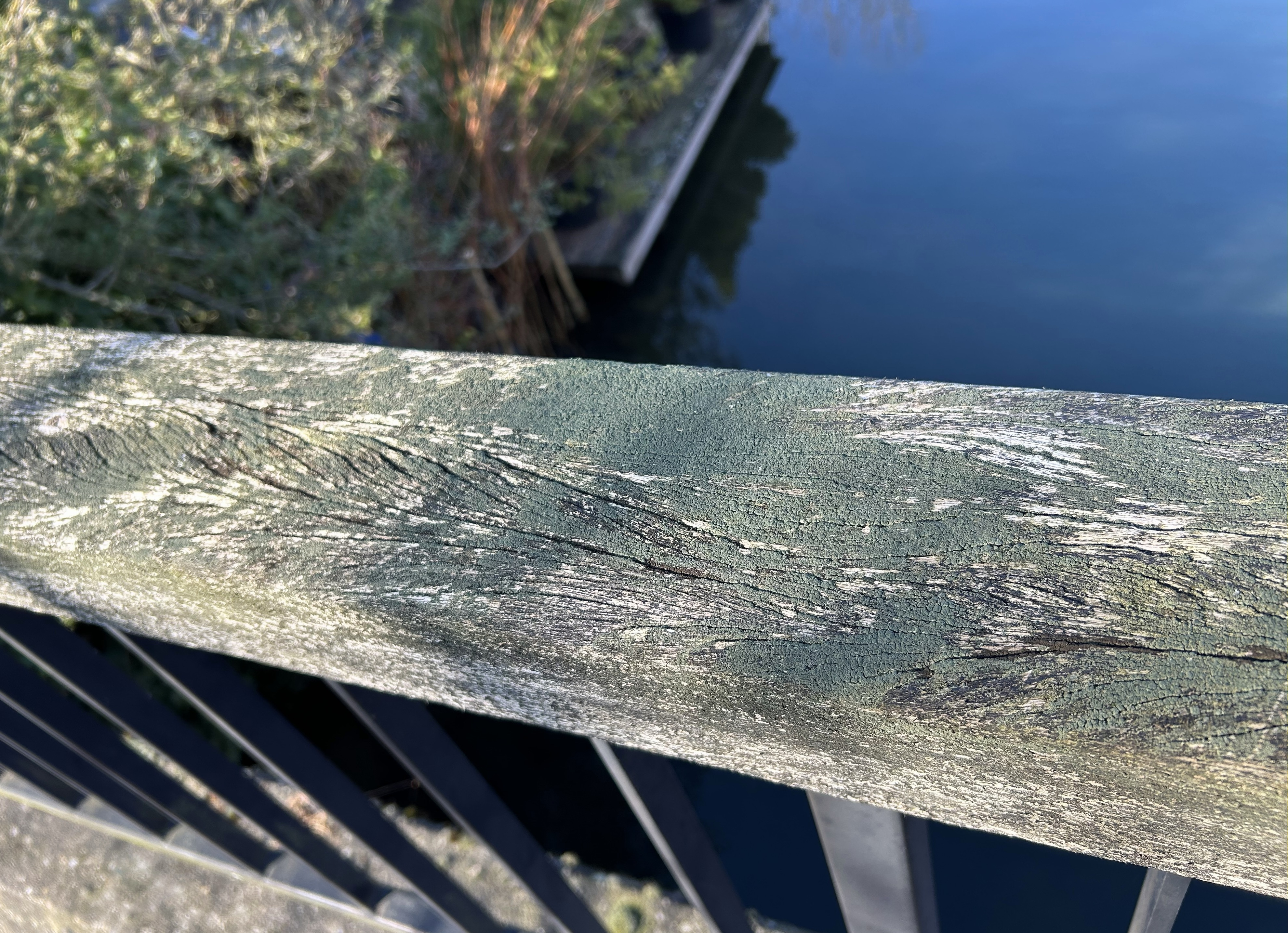

## Naamgeving en codering
- Syntaxoncode voor Nederland (rVvN): r57Ba04

De wetenschappelijke naam Trapeliopsidetum flexuosae is afgeleid van de botanische naam van blauwe veenkorst (Trapeliopsis flexuosa).

## Fysiognomie
De associatie is fysiognomisch gekarakteriseerd door het aspectbepalend optreden van veenkorsten, waaronder blauwe veenkorst, bruine veenkorst en lichte veenkorst.

## Ecologie
De associatie van blauwe veenkorst koloniseert ontschorst, hard, droog hout met een relatief lage pH. Het substraat betreft een breed scala van zowel zeer sterk door de mens bewerkt hout tot van nature ontschorst hout. Onder de door mensen bewerkte houten voorwerpen behoren bijvoorbeeld picknicktafels, bankjes, brugleuningen en afzetpalen. Vooral op grenen komt de gemeenschap goed tot ontwikkeling. Tot de natuurlijke houtsubstraten behoren zowel staande als liggende, goed ontschorste boomlijken van vooral den.